# 敦達爾貝伊
敦達爾貝伊（1210/1211年—1288年），烏古斯卡耶部落貝伊蘇萊曼沙阿的幼子，他也是奧斯曼一世的叔父。
當埃爾圖魯爾加齊在1281年去世時，奧斯曼繼承部落貝伊身份，當奧斯曼決定襲擊一個希臘小島時，敦達爾反叛，因為他認為這會摧毀部落。然而，奧斯曼拿出他的劍並殺死了不服從的敦達爾。